# باربرا سيكساس
باربرا سيكساس (مواليد 8 مارس 1987) هي لاعبة كرة طائرة شاطئية برازيلية.